# Bamna Upazila
Bamna Upazila är ett underdistrikt i Bangladesh. Det ligger i den södra delen av landet, 160 kilometer söder om huvudstaden Dhaka.
Trakten runt Bamna Upazila består till största delen av jordbruksmark. Runt Bamna Upazila är det tätbefolkat, med 790 invånare per kvadratkilometer.